# Michael Dreier
Michael Dreier (* 8. Februar 1961 in Paderborn) ist ein deutscher Politiker (CDU). Er war von 2004 bis 2014 Bürgermeister der nordrhein-westfälischen Stadt Salzkotten und ist seit 2014 Bürgermeister von Paderborn.

## Leben
Michael Dreier wuchs in Anreppen auf. Er besuchte die Grundschule in Anreppen und eine Hauptschule in Delbrück. Er machte bei Heinz Brinkmeier in Delbrück eine Ausbildung zum Elektroinstallateur und anschließend in Paderborn seine Fachhochschulreife. An der Fachhochschulabteilung Soest der Universität Paderborn (inzwischen Fachhochschule Südwestfalen) studierte er Elektrotechnik. Das Studium schloss er mit dem Titel Diplom-Ingenieur (FH) ab und war danach für 18 Monate Laboringenieur an der Hochschule. Von 1989 bis 2004 war er Abteilungsleiter bei der Paderborner Elektrizitätswerke und Straßenbahn AG (nach 2003 E.ON Westfalen Weser AG). Dort war er auch seit 2004 im Beirat.
Michael Dreier ist verheiratet und hat zwei Töchter und einen Sohn.

## Politischer Werdegang

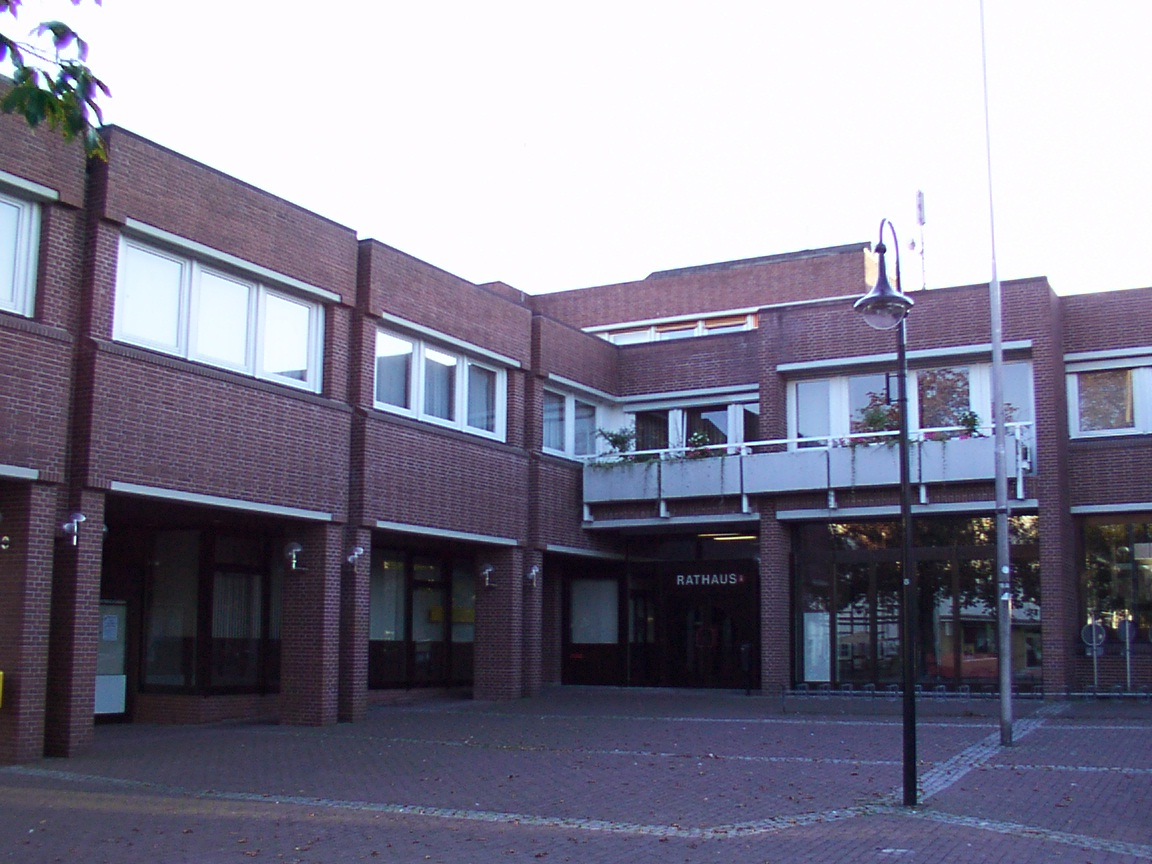
Rathaus Salzkotten

Von 1994 bis 2004 war er Mitglied des Stadtrates von Salzkotten, von 1998 bis 2004 1. Vorsitzender des CDU-Stadtverbandes und von 1999 bis 2004 stellvertretender Fraktionsvorsitzender. In der Kommunalpolitischen Vereinigung (KPV) Nordrhein-Westfalen, einer Unterorganisation der CDU, ist er seit 2006 Beisitzer.
Am 1. Oktober 2004 wurde er als Nachfolger von Konrad Rump (CDU) zum Bürgermeister von Salzkotten gewählt. Bei der Bürgermeisterwahl 2009 wurde er mit 74,90 Prozent der gültigen Stimmen im Amt bestätigt. Im Dezember 2013 wurde Michael Dreier zum Bürgermeisterkandidaten der Paderborner CDU gewählt. Die Bürgermeisterwahl 2014 gewann er am 25. Mai 2014 mit 59,0 Prozent der gültigen Stimmen und ist damit in Paderborn Nachfolger von Heinz Paus (CDU). Seine Wiederwahl gelang ihm 2020 mit 52,04 Prozent der gültigen Stimmen.

## Engagement
Von 1992 bis 2002 war Michael Dreier Vorsitzender der Wirtschaftsjunioren Paderborn + Höxter. Er ist dort Senator und Ehrenvorsitzender. Er ist Mitglied des Aufsichtsrates des Spar- und Bauvereins Paderborn und seit 2009 stellvertretender Aufsichtsratsvorsitzender der Energiegenossenschaft Paderborner Land. Seit 2009 war Michal Dreier als Nachfolger des damaligen Bürener Bürgermeisters Wolfgang Runge 1. Vorsitzender des Südlichen Paderborner Landes, einem Förderverein im Rahmen des Projektes LEADER der Europäischen Union. In der GVV Kommunalversicherung ist Michael Dreier seit 2009 Mitglied des Aufsichtsrates. Außerdem ist er Mitglied des Aufsichtsrates und zusätzlich des Fachbeirates der Westfalen Weser Energie.
Im Städte- und Gemeindebund Nordrhein-Westfalen war er im Vorstand in der Wahlperiode 2004 bis 2009 Stellvertreter für den Paderborner Bürgermeister Heinz Paus und war in der Wahlperiode 2009 bis 2014 Stellvertreter für die Gütersloher Bürgermeisterin Maria Unger und Mitglied sowohl des Hauptausschusses als auch des Ausschusses für Städtebau, Bauwesen und Landesplanung. Seit 2021 ist er Vizepräsident des Städte- und Gemeindebundes Nordrhein-Westfalen.
Er ist Sekretär des Lions Club Büren und Salzkotten. In der Verner Schützenbruderschaft St. Marien war er 1998 Schützenkönig. In der Bürgerstiftung Salzkotten war er Gründungsmitglied der 2007 gegründeten Stiftung. Er ist dort Stiftungsrat. Beim Salzkotten Klingenthal Sport Marathon ist er Mitinitiator.